# Підсосеньє (Ком'янське сільське поселення)
Підсосе́ньє (рос. Подсосенье) — присілок у складі Грязовецького району Вологодської області, Росія. Входить до складу Ком'янського сільського поселення.

## Населення
Населення — 1 особа (2010; 4 у 2002).
Національний склад (станом на 2002 рік):
- росіяни — 100 %